# Cyrtocamenta transvaalensis
Cyrtocamenta transvaalensis är en skalbaggsart som beskrevs av Brenske 1898. Cyrtocamenta transvaalensis ingår i släktet Cyrtocamenta och familjen Melolonthidae. Inga underarter finns listade i Catalogue of Life.